# Jung Sung-ryong
Jung Sung-ryong (* 4. Januar 1985 in Jeju-si, Südkorea) ist in südkoreanischer Fußballspieler.

## Karriere

### Verein
Jung Sung-ryong, dessen Spitzname Der Riese lautet, begann seine Profikarriere 2003 bei den Pohang Steelers, wo er jedoch drei Jahre auf sein Debüt in der ersten Mannschaft warten musste. Nachdem er in der folgenden Saison in 16 Spielen zum Einsatz gekommen war, gewann er mit dem Team die Meisterschaft. Nach seinem Wechsel zu Seongnam Ilhwa Chunma im Jahr 2008 etablierte sich Jung schließlich als Nummer eins. In den 34 Spielen seiner ersten Saison beim neuen Club ließ er nur 29 Tore zu. In der Saison 2009 waren es 41 Gegentreffer in 36 Spielen. Im Jahr 2010 nahm sein Verein an der FIFA Klub-WM teil wo er alle Spiele absolvierte und am Ende 4. mit seinem Team wurde. 2011 wechselte er dann zu Suwon Samsung Bluewings, dort spielte er bis 2015 und war 2011 Pokalfinalist im Korean FA Cup. Seit 2015 spielt er bei Kawasaki Frontale. Er wurde bereits viermal Meister der J1 League und gewann zweimal den Kaiserpokal. 2022 feierte er mit Kawasaki die japanische Vizemeisterschaft.

### Nationalmannschaft
Jung war bei den Olympischen Spielen 2008 Stammtorhüter der U-23-Auswahl seines Landes. Jung schrieb ein Stück Fußballgeschichte, als er als erster südkoreanischer Torhüter ein Länderspieltor erzielte. Es war in einem Freundschaftsspiel der U-23-Auswahl gegen die Elfenbeinküste am 27. Juli 2008 in Suwon, als er einen Freistoß aus 85 Metern ins gegnerische Netz beförderte. Sein erstes A-Länderspiel bestritt er im Januar 2008 gegen Chile, als Südkoreas Stammtorhüter Lee Woon-jae eine Suspendierung absitzen musste. Bei jenem Spiel, das auch das erste unter dem neuen Trainer Huh Jung-moo war, war der Torhüter einer von insgesamt sieben Debütanten. In der Folge stand Jung Sung-ryong in sieben Qualifikationsspielen für die Fußball-Weltmeisterschaft 2010 in Südafrika zwischen den Pfosten und kassierte dabei nur drei Gegentore. Als die Suspendierung von Stammtorhüter Lee beendet war, musste Jung allerdings wieder auf der Bank Platz nehmen. Im Sommer 2010 stand er im WM-Kader seines Landes und bestritt alle vier Spiele für Südkorea, das bis ins Achtelfinale vordrang.
Auch 2012 stand er im Kader für die Olympischen Spiele. In den ersten vier Spielen kam er zum Einsatz, verletzte sich aber im Viertelfinale gegen Großbritannien, so dass er ausgewechselt werden musste und im Halbfinale nicht mitwirken konnte. Im Spiel um Platz 3 stand er aber wieder im Tor und konnte mit seiner Mannschaft mit der Bronzemedaille die erste Medaille für südkoreanische Fußballspieler gewinnen. Er Stand bei allen Spielen der WM-Qualifikation im Tor der Nationalmannschaft und spielte auch bei der Weltmeisterschaft 2014 in Brasilien, wo man als Gruppenletzter ausschied.
Nach vereinzelten Freundschaftsspielen stand er am 1. September 2016 erstmals seit der Weltmeisterschaft 2014 wieder in einem Pflichtspiel im Tor. Die Südkoreanische Nationalmannschaft gewann das Spiel gegen die Nationalelf Chians mit 3:2. Es war auch sein letztes Pflichtspiel bis heute. Seitdem hat Kim Seung-gyu das Erbe im Tor angetreten.

## Erfolge

### Verein
Pohang Steelers
- K League Classic: 2007

Kawasaki Frontale
- Japanischer Meister: 2017, 2018, 2020, 2021
- Japanischer Vizemeister: 2022
- Japanischer Supercupsieger: 2019, 2021
- Japanischer Ligapokalsieger: 2019
- Japanischer Pokalsieger: 2020, 2023

### Nationalmannschaft
- Bronzemedaille bei den Olympischen Spielen 2012